# Abel Aguilar
Artikeln följer den spanska namnseden; faderns efternamn är Aguilar och moderns efternamn Tapias.
Abel Enrique Aguilar Tapias, född 6 januari 1985 i Bogotá, är en före detta colombiansk fotbollsspelare (mittfältare) som tidigare hade spelat för bland annat Toulouse, Hércules och Deportivo Cali.

## Klubbkarriär
Aguilar började sin karriär i colombianska Deportivo Cali. Han gick därefter till italienska Udinese, där han endast spelade två ligamatcher. Aguilar var under sin tid i Udinese utlånad till fyra olika klubbar; italienska Ascoli samt spanska Xerez, Hércules och Zaragoza.
I juli 2010 släpptes han av Udinese och skrev direkt på för Hércules, där han tidigare varit på lån. Under säsongen 2012/2013 var han utlånad till Deportivo de La Coruña. 2013 skrev Aguilar på för franska Toulouse.

## Landslagskarriär
Aguilar var uttagen i Colombias trupp till Copa América 2004, CONCACAF Gold Cup 2005, Copa América 2011 och fotbolls-VM 2014.